# Santa Croce Camerina

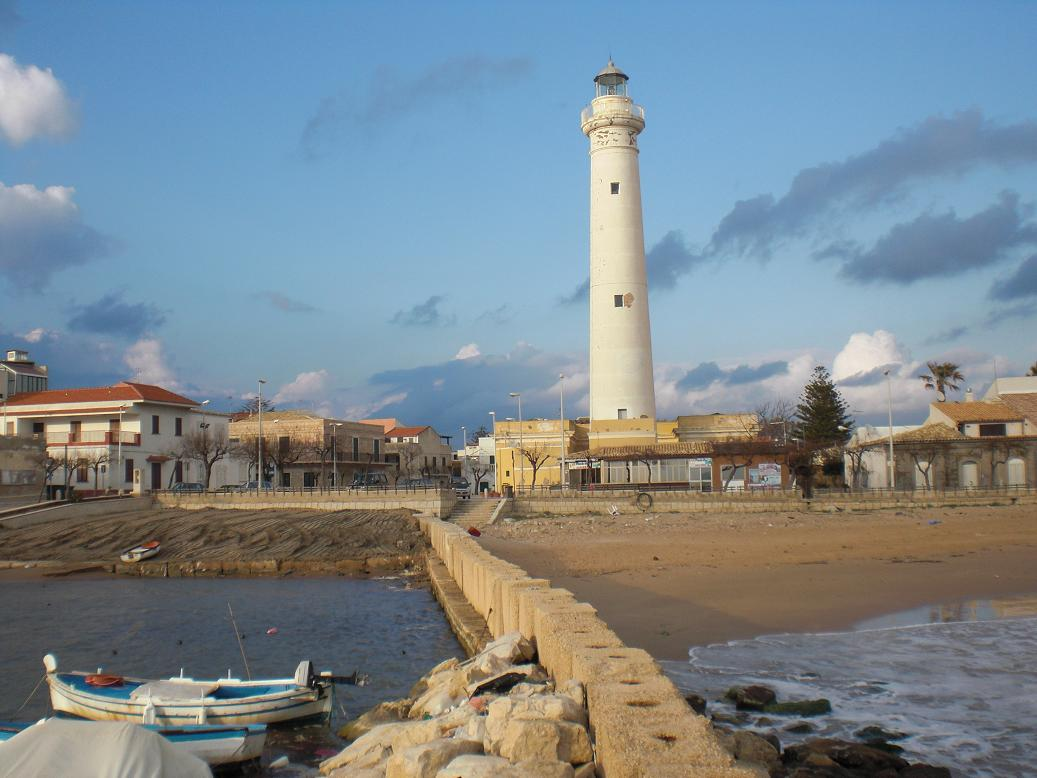
Leuchtturm von Punta Secca

Santa Croce Camerina ist eine Gemeinde im Freien Gemeindekonsortium Ragusa in der Region Sizilien in Italien mit 11.175 Einwohnern (Stand 31. Dezember 2023).

## Lage und Daten
Santa Croce Camerina liegt 26 Kilometer südwestlich von Ragusa. Die Einwohner arbeiten hauptsächlich in der Landwirtschaft.
Die Ortsteile sind Santa Croce Camerina und Casuzze. Die Nachbargemeinde von Santa Croce Camerina ist Ragusa.

## Geschichte
Santa Croce Camerina wurde im Jahre 1598 gegründet. Auf dem Gebiet des heutigen Santa Croce Camerina befand sich der antike Ort Kamarina.

## Bauwerke

### Im Ort
- Marienkirche, die Johannes dem Täufer gewidmet ist
- Gebäude im Jugendstil: Pace-Palast, Celestri-Palast, Sant’ Elia-Palast und Vitale-Ciarcia-Palast

### In der Umgebung
- Ruinen der antiken Stadt Kamarina mit Teilen einer Stadtmauer, eines Athenatempels und Resten von Wohnhäusern
- Direkt am Meer liegt der Gemeindeteil (Fraktion) Punta Secca. Der 35 Meter hohe Leuchtturm von Punta Secca wurde 1858/59 erbaut. Der Küstenabschnitt um den Leuchtturm diente als Drehort der Verfilmungen (durch Rai) der Commissario Montalbano – Reihe von Andrea Camilleri.

## Persönlichkeiten
- Carmelo Ferraro (* 1932), römisch-katholischer Geistlicher, Bischof von Agrigent 1988–2000, Erzbischof von Agrigent 2000–2008